# Klara e il Sole
Klara e il Sole (Klara and the Sun) è l'ottavo romanzo dello scrittore nippo-britannico Kazuo Ishiguro, pubblicato nel 2021.

## Trama
Klara è un A.A., un Amico Artificiale (A.F., Artificial Friend), un androide a energia solare il cui compito è fare compagnia alla bambina da cui viene comprato. Klara viene scelta dalla quattordicenne Josie, una ragazza affettuosa ma dalla salute precaria. Nella casa di campagna in cui vive con Josie, la madre e la domestica Melania, Klara ha modo di imparare ancora di più sugli umani e di incrementare il proprio amore per il sole, che per lei non è solo una fonte di energia, ma una vera e propria divinità. La salute precaria di Josie la costringe a trascorrere lunghi periodi a letto, dove riceve le visite dell'amico di vecchia data Rick. I due sono molto legati e sognano un futuro insieme, anche se Rick, al contrario di Josie, non è stato "potenziato", ossia non è stato sottoposto a un'operazione chirurgica finalizzata a sviluppare le capacità intellettive dei bambini.
Quando le condizioni di Josie si aggravano tanto da far temere per la sua vita, Klara si reca in una rimessa vicina per parlare con il sole mentre tramonta e gli chiede di salvare la vita della ragazza riversando su di lei il suo "nutrimento speciale". In cambio Klara si impegna a distruggere una macchina che aveva visto dalla vetrina del negozio in cui era in vendita: Klara infatti si è accorta del notevole inquinamento prodotto dalla macchina e pensa quindi che sia una nemica del sole, dato che i suoi fumi nascondono persino i raggi della stella. Durante una visita in città, Klara riesce nel suo intento di distruggere la macchina (anche se, nel farlo, è costretta a rinunciare a un proprio pezzo, compromettendo quindi le proprie funzionalità), ma scopre con rammarico che ve ne sono molte altre che lei non potrà guastare. La visita alla città era dovuta non solo al disastroso tentativo della madre di Rick di far ammettere il figlio a un college frequentato prevalentemente da ragazzi "potenziati", ma anche dal desiderio della madre di Josie di far realizzare un ritratto della figlia, che deve recarsi regolarmente in città per posare per l'artista.
Si scopre tuttavia che non esiste nessun quadro e l'"artista", Mr Capaldi, è in realtà un ingegnere che progetta un androide in tutto e per tutto identico a Josie. La madre di Josie, che ha già perso una figlia dopo un fallimentare tentativo di "potenziamento", vuole infatti creare una copia della ragazza in caso la sua salute peggiori ulteriormente portandola alla morte. Stando al piano della madre se Josie dovesse morire l'androide prenderebbe il suo posto e, all'involucro robotico creato da Capaldi, andrebbe aggiunta la scheda-madre di Klara: infatti, grazie ai suoi eccezionali poteri di osservazione, Klara riesce a imitare in tutto e per tutto Josie, uno dei motivi che avevano spinto la madre a scegliere proprio lei in negozio. Paul - il padre di Josie - è scettico, ma Capaldi convince la madre ad andare avanti con l'esperimento, sostenendo che la scienza abbia dimostrato che non vi è nulla di unico all'interno dell'essere umano che non possa essere replicato e il suo androide non sarebbe un mero rimpiazzo di Josie, ma una sua vera e propria continuazione. Quando la salute di Josie peggiora ulteriormente e ogni speranza sembra persa, Klara si reca ancora una volta al capanno e supplica il sole di salvare la bambina: l'A.A. è pentita di non essere riuscita a distruggere tutte le macchine inquinanti ed offre al sole l'amore eterno tra Josie e Rick come prova inconfutabile del fatto che la ragazza meriti di vivere. Al suo ritorno in casa, Klara vede la luce del tramonto riempire la camera di Josie e l'adolescente improvvisamente si sveglia e ritorna in salute.
Con il passare degli anni Josie diventa sempre più autonoma e Klara sempre meno importante. Poco prima che la giovane parta per il college, Klara incontra nuovamente Rick e gli rivela di essere sorpresa che i due non siano più uniti come un tempo e teme anche che il sole potrebbe prendersela a male e "portare via" il suo miracolo per Josie. Ma Rick le spiega che è inevitabile che, crescendo, le persone cambino e si allontanano e che al momento in cui Klara aveva parlato al sole tutti pensavano che sarebbero rimasti insieme per sempre. Inoltre, come le dice Rick, i due sono cresciuti insieme e pertanto una parte dell'uno rimarrà per sempre nell'altra e viceversa. Qualche giorno dopo Josie parte per il college e, prima di lasciare casa, si congeda da Klara, facendole così capire che il suo tempo a casa della ragazza è ormai giunto al termine.
Abbandonata in una discarica e incapace di muoversi, Klara si crogiola al sole quando improvvisamente riceve la visita della manager del negozio in cui era stata venduta. Klara le racconta della sua meravigliosa vita con Josie e, prima di congedarsi dalla donna, esprime dei dubbi circa il piano di Capaldi. Pur sapendo che sarebbe stata in grado di replicare le azioni di Josie in ogni loro sfumatura, Klara si rende conto che non sarebbe mai riuscita a sostituirla del tutto: ciò che rendeva Josie unica non era una qualche sua qualità intrinseca, bensì l'amore che gli altri provavano per lei.

## Edizioni italiane
- Klara e il Sole, traduzione di Susanna Basso, Torino, Einaudi, 2021, ISBN 9788806248758.